# Top FM (Teresina)
Top FM foi uma emissora de rádio brasileira com sede em Teresina, capital do estado do Piauí. Até janeiro de 2022, operava no dial FM, na frequência 94,5 MHz concessionada em Demerval Lobão. A emissora era gerida pela empresa All Sat Comunicações.

## História
Em 3 de maio de 2018, a TV Rádio Clube de Teresina S/A assinou termo aditivo para migrar a frequência AM 700 kHz, então Rádio Globo Teresina, para o FM. A conformação da nova operação em FM foi anunciada no final do ano, com a expectativa nas redes sociais para o lançamento da rádio Top FM em 90,9 MHz. A emissora era gerida pela empresa All Sat Comunicações em parceria com os Diários Associados, utilizando a identidade visual e plástica baseadas na Clube FM de Brasília.
A frequência 90,9 MHz entrou no ar em 27 de fevereiro de 2019, em caráter experimental. A programação entrou no ar oficialmente às 8h da manhã de 1º de maio de 2019.
Em novembro de 2020, a gestão que administrava a Top FM decidiu encerrar a parceria com o Sistema Clube de Comunicação (proprietário da frequência FM 90,9); com isso, na primeira semana do mês assumiram a sintonia FM 94,5 da vizinha cidade de Demerval Lobão. A frequência é originária da migração da antiga Rádio Ribeirão e desde março de 2019 executava uma programação gospel. Depois de um mês e com anúncios na programação informando a mudança, no dia 1º de dezembro a emissora passou a fixar somente em FM 94,5; já a outra frequência foi devolvida e passou a executar uma programação adulta-contemporânea, em expectativa para a estreia da Rádio Clube News que aconteceu em 19 de outubro de 2021. 
Em novembro de 2021, a programação ao vivo da Top FM é suspensa com a saída de seus locutores, e a emissora passa a exibir somente blocos musicais sem locução. Alguns materiais que já estavam gravados, como as mensagens do programa Amor Sem Fim, continuavam indo ao ar. Em 17 de janeiro de 2022, a Top FM deu lugar à Rádio Vida Melhor nos 94,5 MHz. Com isso, a programação da Top passou a ser ouvida apenas pela Internet, sendo descontinuada meses depois.